# Zu Gengzhi
En aquest nom xinès, el cognom és Zu.
Zu Gengzhi ((xinès): 祖暅之; Xinès tradicional: 祖𣈶之; pinyin: Zǔ Gèngzhī; Wade–Giles: Tsu Keng-chih, nascut ca. 450, va morir ca. 520) era un matemàtic xinès. El seu nom de cortesia era Jingshuo ((xinès); 景爍) i també se'l coneix com a Zu Geng. Va ser el fill d'un altre matemàtic xinès famós, Zu Chongzhi.
Va ser un nen molt precoç del qual s'explicaven anècdotes com que no sentia tronar quan estava estudiant o que es topava amb la gent quan caminava pel carrer perquè sempre anava pensant en alguna cosa.
Zu Geng va fer càlculs astronòmics sobre els diàmetres del Sol i de la Lluna, tot i que no gaire afortunats. El seu treball més notable va ser l'obtenció de la fórmula per determinar el volum de l'esfera, utilitzant un mètode similar al dels indivisibles de Cavalieri amb mil anys d'anticipació. No obstant, alguns autors han fet notar que les matemàtiques xineses (i orientals en general) proporciones fórmules o mètodes de càlcul, però mai demostracions, com les matemàtiques de tradició grega i occidental.